# سرعت نور (آلبوم)
سرعت نور (به انگلیسی: Speed of Light) دومین آلبوم از کوربین بلو. دومین آلبوم او با نام "سرعت نور". ثبت شده توسط هالیوود ریکاردز در ۱۰ مارس ۲۰۰۹ در آمریکا عرضه شد. در این منطقه از مرحله.  اولین تک آهنگها آلبوم "لحظاتی که ارزش دارند".